# Nastringues
Nastringues är en kommun i departementet Dordogne i regionen Nouvelle-Aquitaine i sydvästra Frankrike. Kommunen ligger i kantonen Vélines som tillhör arrondissementet Bergerac. År 2022 hade Nastringues 135 invånare.

## Befolkningsutveckling
Antalet invånare i kommunen Nastringues
Referens:INSEE